# Alphonse Desjardins (homme politique)
Pour les articles homonymes, voir Alphonse Desjardins (homonymie).
Charles-Alphonse Desjardins, né le 6 mai 1841 et mort le 4 juin 1912 à Terrebonne, est un homme d'affaires et homme politique est-canadien, puis québécois (à partir de 1867). Il a été député fédéral, sénateur et maire de Montréal en 1893 et 1894. 

## Biographie

### Financier et homme d'affaires
Il est particulièrement actif dans le secteur financier. Président de la Banque Jacques-Cartier de 1880 jusqu'à la fermeture de l'institution en 1899 (qui sera intégrée par la suite à la Banque provinciale du Canada), il en est pendant plusieurs années le principal actionnaire. Il siège aussi au conseil d'administration de sociétés de crédit foncier et d'assurances. 
On le retrouve aussi dans le domaine industriel — il fonde une entreprise de fabrication de briques — et dans le secteur foncier — il est promoteur urbain à Maisonneuve, une ville de la banlieue montréalaise de l'époque. Avocat de formation et, pendant un certain temps, directeur du journal Le Nouveau Monde, il est un des leaders du groupe ultramontain de Montréal.

### Carrière politique
Il représente la circonscription de Hochelaga à la Chambre des communes pendant 18 ans (1874-1892) avant d'être nommé sénateur. Il est élu maire de Montréal en 1893. Appuyé par les réformistes anglophones, il prône un meilleur contrôle des finances de la Ville de Montréal. Il milite aussi pour l’annexion des municipalités de banlieue et pour l’agrandissement du port de Montréal. Il ne demeure en poste qu’une seule année et ne se représente pas aux élections de 1894.
Il est un acteur important dans les débats entourant Louis Riel et rompt avec le parti conservateur après l’exécution de Riel.

### Vie privée
En 1864, il épouse Virginie Paré et, en 1880, se remarie à Hortense Barsalou.
Il meurt à l'âge de 71 ans.
Le fonds d'archives Alphonse Desjardins est conservé au centre d’archives de Montréal de la Bibliothèque et Archives nationales du Québec. L'Université de Montréal conserve également des documents sur Alphonse Desjardins.